# Гернгросс
Гернгросс (нем. von Gerngroß, так же Гернгрос) — русский дворянский род.

## Происхождение и история рода
Происходит из Нидерландов, откуда предки его переселились в XVI веке в Лифляндию. Иоанн Гернгросс был в конце XVII века шведским полковником. Фёдор Каспарович (Фридрих) Гернгросс, помещик Полоцкой губернии, участник Семилетней войны, ротмистр русской армии в 1756—1759 годов.
Генерал-лейтенант Александр Родионович Гернгросс был директором горного департамента (1855—1866); Николай Александрович Гернгросс (1825—1900) — государственный и железнодорожный деятель, действительный тайный советник, сенатор.
Род Гернгросс внесён в VI и II части родословной книги Витебской, Санкт-Петербургской и Смоленской губерний.

## Известные представители
- Гернгросс, Александр Алексеевич (1851—1925) — русский генерал, участник русско-турецкой войны 1877—1878, китайской кампании 1900—1901, Русско-японской и Первой мировой войн.
- Гернгрос, Александр Родионович (1813—1904) — горный инженер, генерал-лейтенант, директор Департамента Горных и Соляных Дел.
- Гернгросс (Гернгрос) Андрей Родионович (1814–?) — инженер-генерал-лейтенант Горного ведомства, управляющий Змеиногорскими и Алтайскими горными заводами; с 1859 — член Совета и Ученого комитета Корпуса горных инженеров в Санкт-Петербурге[1][2].
- Гернгрос, Алексей Александрович (?—?) — генерал-майор (1878-1887[3]), бригадный командир 36-й пехотной дивизии.
- Гернгросс, Андрей Фёдорович (?—1807) — майор, герой сражения при Прейсиш-Эйлау.
- Гернгросс, Борис Владимирович (1878—1943) — генерал-майор, начальник Елисаветградского кавалерийского училища.
- Гернгросс, Всеволод Николаевич (псевдоним: Всеволодский; 1882—1962) — российский и советский актёр, театровед, доктор искусствоведения.
- Гернгросс, Евгений Александрович (1855—1912) — генерал-лейтенант, начальник Генерального штаба.
- Гернгросс, Зинаида Фёдоровна (по мужу — Жученко; 1872 — после 1924) — секретный сотрудник Московского Охранного отделения, затем Департамента полиции, Заграничной агентуры.
- Гренгросс, Наталья Владимировна (по мужу — Кодрянская; 1901—1983) — русская писательница, мемуарист.
- Гернгросс, Родион Фёдорович (1775—1860) — герой Отечественной войны 1812 года и Заграничных походов 1813—1814 годов, генерал-майор.

## Описание герба
Щит рассечен. В правом голубом поле на зеленой земле рыцарь в серебряных латах с красными на шлеме перьями, держащий в правой руке пук золотых стрел (3), остриями вверх. В левом золотом поле, идущий вправо по зеленой земле, натурального цвета леопардовый лев, сопровождаемый сзади тремя вертикально стоящими красными шестами с черными шляпами на вершинах.
Щит увенчан дворянским коронованным шлемом. Нашлемник — две руки в латах, держащие по пучку золотых стрел (3), остриями в стороны вверх. Намет голубой с серебром и черный с золотом.